# Schlacht bei Raab (1849)
Pákozd –
Schwechat –
Kaschau –
Mór –
Hermannstadt –
Vízakna (Salzburg) –
Piski –
Mediasch –
Kápolna –
Hatvan –
Tápió Bicske –
Isaszeg –
Waitzen I –
Nagy-Salló –
Komorn I –
Mocsa –
Kács –
Pered –
Raab –
 Ács (Komorn II) –
Komorn III –
Hegyes –
Waitzen II –
Tura –
Segesvár –
Debreczin –
Szőreg –
Temesvár
Arad –
Deva –
Esseg –
Karlsburg –
Komorn IV –
Leopoldov –
Ofen –
Peterwardein –
Temesvár

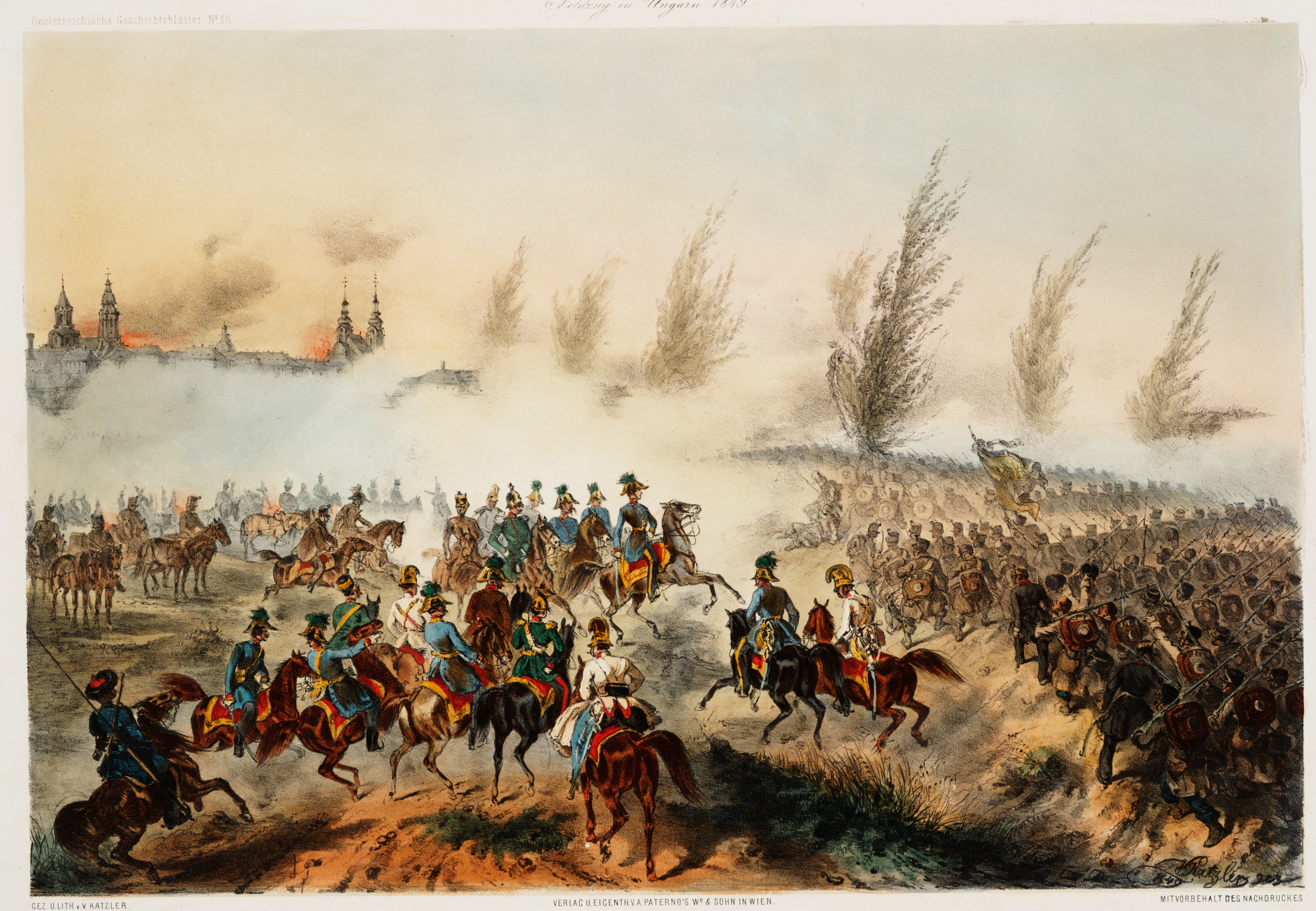
Kaiser Franz Joseph in der Schlacht um Raab

Die Schlacht bei Raab (Győr) am 28. Juni 1849 war Teil des Ungarischen Unabhängigkeitskrieges. Die auf das südliche Donau-Ufer umgruppierte österreichische Armee griff die ungarischen Stellungen im westlichen und südlichen Vorfeld der Festung Raab mit überlegener Truppenzahl an, während ein separates Korps am linken Ufer in der Großen Schütt operierte. Die ungarische Besatzung von Raab unter General Ernő Pöltenberg wurde zum Rückzug nach Ács gezwungen, nachmittags konnte die kaiserliche Armee in Raab einziehen.

## Vorgeschichte
Nach dem vergeblichen Versuch der ungarischen Hauptarmee, in der Schlacht von Pered entlang des Waag-Abschnitts nach Westen durchzubrechen, zogen sich die Truppen des Generals Arthur Görgeys nach Komorn zurück. Der Hauptgrund für den überraschenden Abbruch des ungarischen Feldzuges nach Westen war aber die Tatsache, dass russische Truppen ab 17. Juni mit etwa 193.000 Soldaten und 584 Kanonen die nördliche und östliche Grenze überschritten hatten und als Verbündete der Österreicher die Feindseligkeiten eröffneten. Gegenüber den Österreichern (165.000 Mann mit 770 Kanonen) konnten die Ungarn bisher noch etwa 150.000 Mann (mit 464 Feld- und 393 Festungsgeschütze) einsetzen, jetzt war das Gleichgewicht vollständig verloren.
Görgey sah für den weiteren Bestand eines freien Ungarns nur eine einzige Strategie als Chance, nämlich zuerst die österreichische Hauptarmee zu schlagen oder im Falle einer Niederlage den Gegner im Festungsraum Komorn auszubluten, noch bevor sich die russischen Truppen voll entfalten konnten. Im Ministerrat, der am Abend des 26. Juni in Buda unter Anwesenheit Görgeys abgehalten wurde, wurden trotz der Abneigung Kossuths gegen Görgey schließlich doch dessen Pläne für die Fortsetzung des Krieges akzeptiert. Görgey überzeugte den Ministerrat davon, dass sich die Hauptarmee in Komorn versammeln musste, während sich die südlichen Korpsgruppen als Rückhalt um die mittlere und untere Theiß konzentrieren sollten. Gegen Görgeys Einschätzung eröffneten die kaiserlich österreichischen Truppen ab 26. Juni verfrüht ihren Vormarsch in Richtung auf Buda.

### Angriffsplan und Dispositionen Haynaus

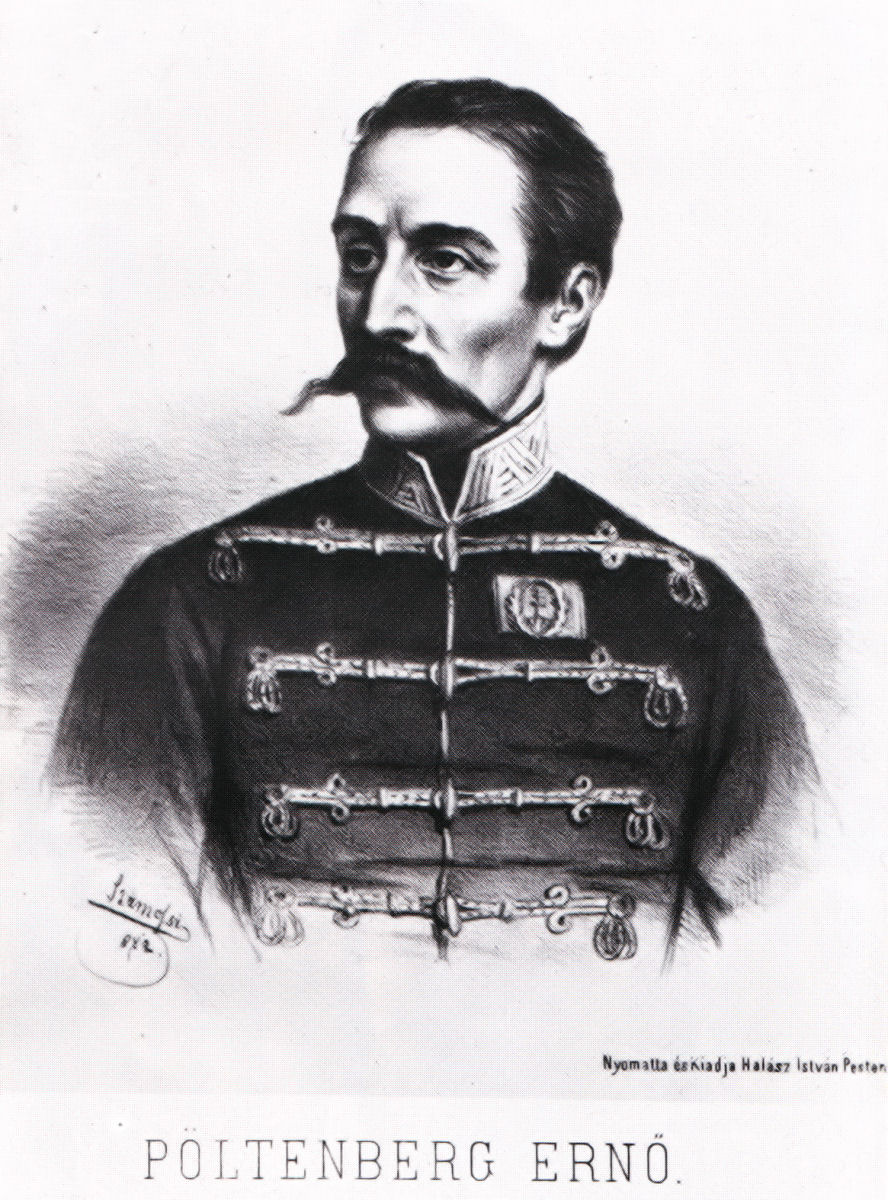
Ernő Poeltenberg

FZM Julius von Haynau bewerkstelligte vom 22. bis 26. Juni die Verlegung des Hauptteiles seiner Armee (III. und IV. Korps) auf das südliche Donauufer. Haynau hatte dazu vom Gegner fast unbemerkt das Gros der kaiserlichen Hauptkräfte auf das rechten Donauufer umgruppiert, um das ungarische Festungskordon vom Süden her zu unterlaufen, was den Österreichern taktisch einen entscheidenden Vorteil verschaffen sollte. Während die ungarischen Truppen im südlichen Vorfeld von Raab frontal durch das Vorrücken der österreichischen Hauptmacht beschäftigt werden sollte, hatte die Division des FML Georg Heinrich von Ramberg die auf der Schütt befindlichen ungarischen Posten nach Raab zurückzudrängen und dann eine Abwehrstellung zu bilden, welche die Beobachtung der Ostspitze der Kleinen Schüttinsel durch die Ungarn verhindert. Danach hat das Gros des II. Korps (FML Anton Csorich von Monte Creto) durch Waldpartien und Gebüsche gedeckt über Vamos, etwa 2 Kilometer hinter dem Rücken der ungarischen Positionen, den Übergang über die kleine Donau herzustellen und dann zusammen mit der vorgeschobenen Kavalleriedivision am rechten Ufer zu versuchen, dem Gegner zudem auch den Rückzug nach Komorn und Buda zu verlegen.
Nachdem Haynau seine Armeen auf dem rechten Donauufer konzentriert hatte, gab er für den Angriff auf Győr folgende Dispositionen: Der größte Teil des III. Korps (FML Karl von Moltke) sollte am 27. Juni bei Árpás das rechte Ufer der Rába (Raab) überqueren, rechts davon hatte Gerstners Brigade das gleiche bei Marczaltö auszuführen, erstere Verbände haben über Tét vorzugehen, letztere Brigade sollte auf den Höhen von Lesháza stehenbleiben, um die rechte Flanke des Korps zu sichern. Das IV. Korps (FML Ludwig von Wohlgemuth) hatte am 27. nach Lébeny vorzugehen, der bei Csorna befindlichen Brigade Schneider wurde befohlen, die Verbindung zwischen den Korps aufrechtzuerhalten und am selben Tag nach Sováth vorzurücken. Das I. Korps (Schlick) wurde mit der Reserve-Kavalleriedivision Bechthold nach Baratföld versetzt. In den folgenden Tagen überraschte Haynaus schnelles Zugreifen die ungarische Verteidigung entlang an der Raab mit zahlenmäßiger Übermacht und verfolgte diese in Richtung auf Komorn.

### Vorgefecht bei Ihaszi

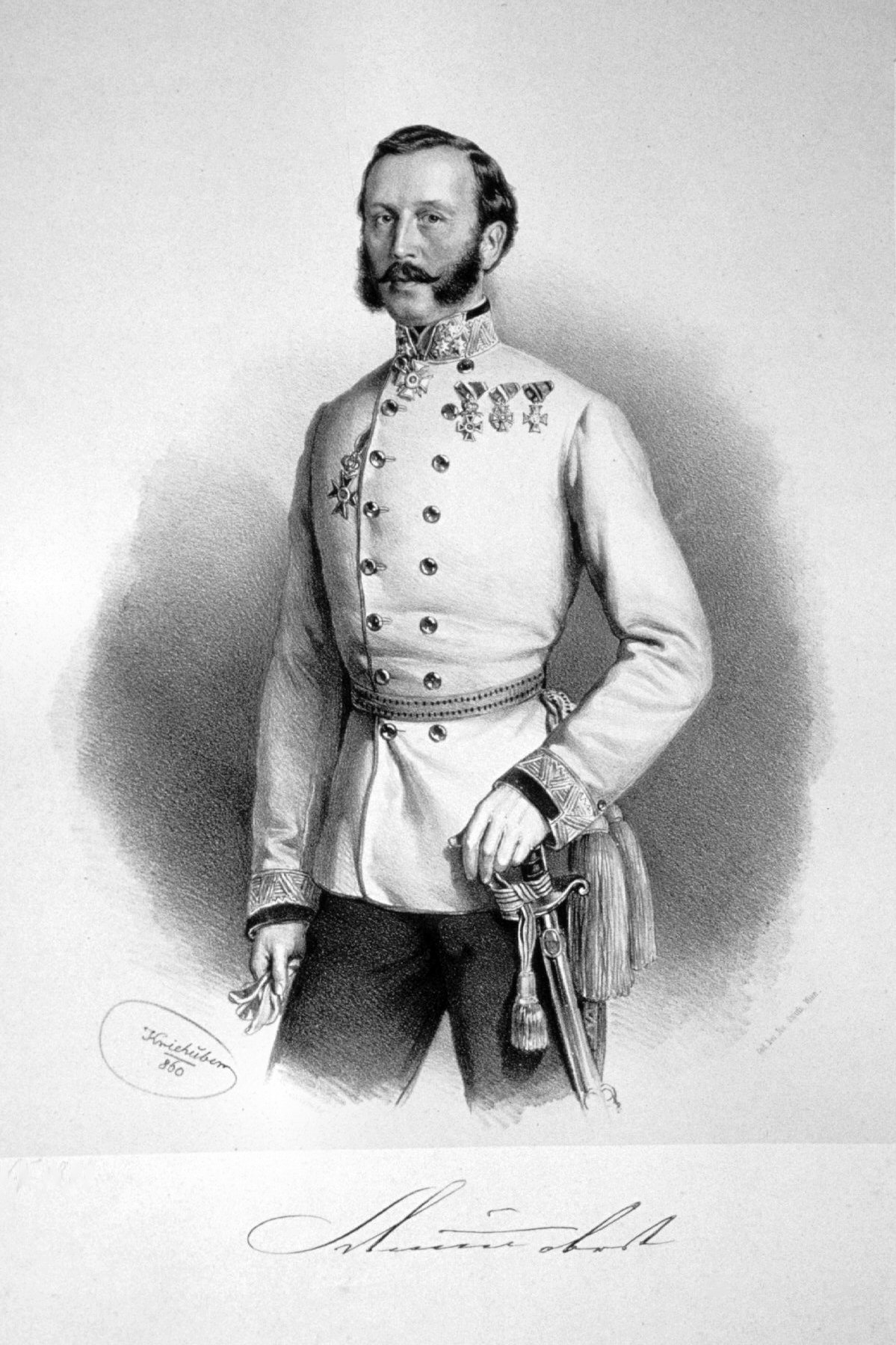
Adolf Schütte

Am Morgen des 27. Juni reiste Görgey von Pest in sein Hauptquartier nach Tata zurück, wo er am folgenden Tag von der unerwarteten Konzentration der kaiserlichen Truppen am südlichen Donau-Ufer erfuhr. Die Kaiserlichen rückten an diesem Tag zwischen Egyed und Árpás vor, die Brigade Gerstner überschritt als Vorhut des III. Korps (FML von Moltke) die Raab bei Marczaltö. Der größte Teil des Korps führte nach dem Vormarsch über Tét und Tényő heftige Kämpfe bei Szemere, die nach mehreren Stunden mit dem Rückzug des Feindes endete. Die Brigade Gerstner, angeführt von Generalmajor Schütte, welche in Richtung Pápa vorrückte, stieß nach dem Durchmarsch von Lesháza bei Ihászi auf die ungarische Division Kmety. Die ungarische Artillerie begann effektiv zu wirken, sodass die Österreicher gezwungen waren, den Vormarsch abzubrechen. Die ungarischen Husaren wollten den günstigen Moment zum Gegenangriff zu nutzen, doch erreichte bereits die nachgezogene kaiserliche Artillerie die Überlegenheit. Nach kurzem Kampf befahl Kmety den Rückzug nach Pápa, der vom Gegner nicht gestört wurde. Nach dem Ende des Gefechts, das die Österreicher 65 Tote und 162 Verwundete kostete, befahl Schütte gegen 18 Uhr die Besetzung von Ihászi. Durch das Gefecht von Ihászi war die ungarische Division Kmety von der Verteidigungsfront von Raab abgeschnitten, wodurch Pöltenbergs Korps am nächsten Tag alleine der gegnerischen Übermacht gegenüberstand.
Während die Kaiserlichen die Raab in der Gegend von Tét und Szemere überquerten, ließ Pöltenberg in der Stadt Győr nur schwachen Kräfte zurück. Pöltenberg wollte Győr so lange halten, bis die von Görgey versprochenen Verstärkungen aus Komorn eintrafen – eine Zusage, die durch das schnelle Ablaufen der Ereignisse aber nicht eingelöst werden konnte. Die Stadt konnte nur erfolgreich gehalten werden, solange das befestigte Vorfeld um Ménfő und Csanak südlich der Stadt in ungarischer Hand verblieb, da sonst die Streitkräfte in der Stadt jederzeit von den Nachschublinien isoliert werden konnten. Görgey kam an diesem Tag in Tata an, wo er das Oberkommando wieder übernahm und erfuhr, dass die kaiserliche Hauptarmee am nächsten Tag den Angriff auf Győr vorbereitete.

## Die Schlacht
Haynau befahl am 28. Juni zwischen dem Raab- und Rabnitzer Abschnitt den Angriff auf die ungarischen Stellungen im südlichen Vorfeld der Stadt. Die Österreicher hatten nach Einbindung einer russischen Division eine bedeutende – fast fünffache – Übermacht erlangt und zählten einschließlich der nicht am Angriff beteiligten Truppen auf der Großen Schütt 66.000 Soldaten und 290 Kanonen, während das ungarische 7. Korps nur über 19 Bataillone und 26 Schwadronen (17.700 Mann und 61 Kanonen) verfügen konnte, wobei nach Abzug der Division Kmety (5.700 Mann und 17 Kanonen) nur etwa 12.300 Mann und 44 Kanonen zur Besetzung der südlichen Festungsfront einsetzbar waren.

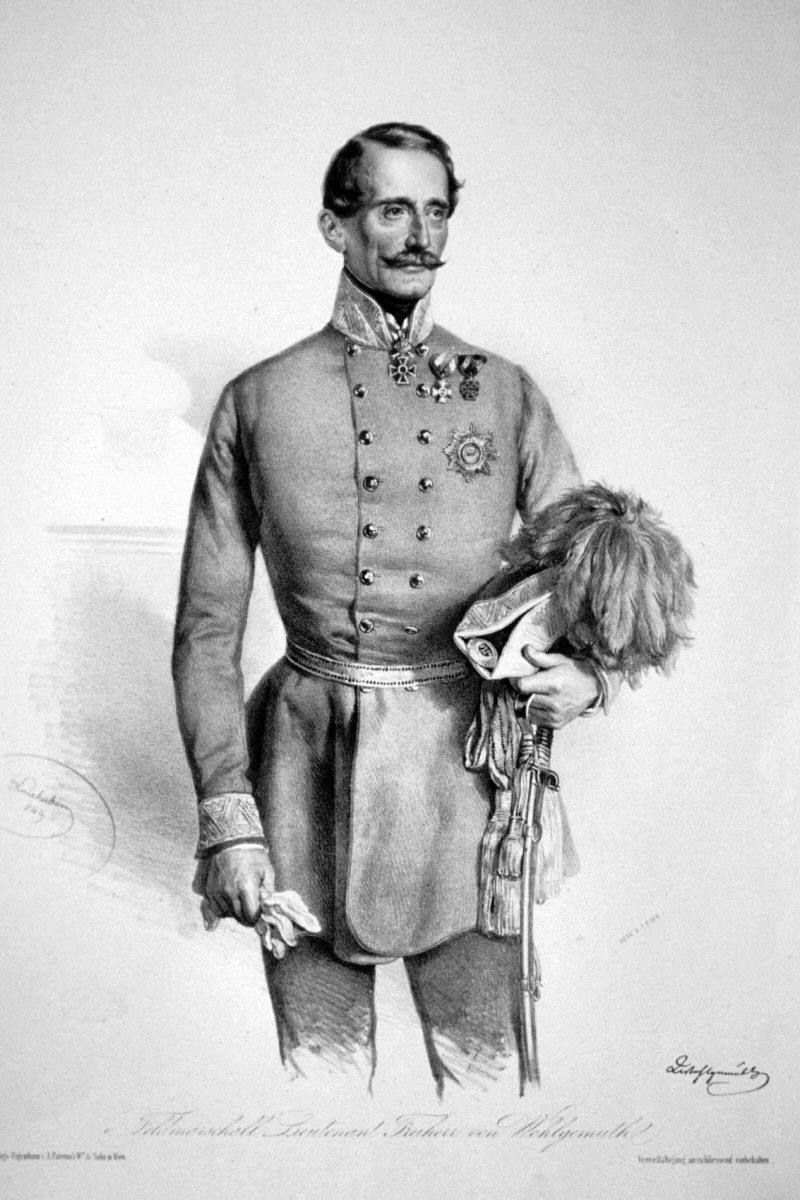
Ludwig von Wohlgemuth, Kommandant des IV. Korps

Das I. Korps begann um 9:00 Uhr mit der Brigade Sartori zwischen Baratföld und Öttevény mit dem Vorrücken, es war befohlen, den Durchgang bei Abda-Passage in Besitz zu nehmen und dann mit der Brigade Benedek und einem Teil des Korps gegen den Wiener Vorort und mit dem anderen Teil gegen den Vorort Sziget vorzugehen. Das österreichische III. Korps rückte von Szemere nach Csanak in der Ebene von Taplán und Szent Marton auf, die Brigade Schneider hatte im Morgengrauen die Rába in Bodonhely überquert, um über Csanak und durch Sarkavár vorrückend bei Ménfő die Verbindung mit dem westlicher stehenden IV. Korps anzustreben. Nachdem das I. Korps (General Franz Schlick) dem Nachbarkorps genügend Raum für den Aufmarsch gelassen hatte, startete es den eigenen Angriff auf Abda und besetzte es. Die russische Division Panjutin rückte daneben als Reserve mit der Artillerie-Reserven nach Lébény (Leyden) vor. Das IV. Korps (FML Wohlgemuth) überschritt inzwischen die Rába bei Patona, um bei Koronczö vorzurücken. Separate Truppenteile sollten über Kis-Megyer vorgehen, um die ungarischen Positionen bei Szabadhegy einzunehmen. Bechtolds Reservekavallerie folgte hinter dem IV. Korps.
Als Avantgarde des am rechten Flügel operierenden III. Korps griff die Brigade des Generalmajor Wolf bei Szemere mit dem 22. Jagdbataillon an und war damit im südlichen Vorfeld von Győr mit der ungarischen Division Liptay konfrontiert. Bei Wolfs Brigade wurde die Artillerie nach vorn gezogen, der folgende Beschuss drängte die ungarischen Károlyi-Husaren hinter den Bakonybach zurück, dessen Brücke abgerissen wurde. Um die feindliche Kolonne aufzuhalten, die den Rücken des 7. Corps bedrohte, ging Liptays Infanterie wieder nach vorne, um sich zwischen Ménfő und Csanak mit Artillerieunterstützung die Höhen der Rába zu sichern. Die Brigade Schneider hatte derweil über die dortigen Weinberge den linken Flügel Liptays umgangen und ließ das 6. Husarenregiment eine Attacke auf die ungarischen Geschütze führen.
Vom IV. Korps trat die Brigade Jablonowski mit der Brigade Schneider in Verbindung, um ihrerseits über Kis-Megyer die ungarische Stellung bei Szabadhegy zu umgehen. Generalleutnant Schlick, der als ranghöchster General den Oberbefehl aller österreichischen Truppen zwischen Rába und Rabnitz übernahm, befahl FML Wohlgemuth seine Brigade Bianchi über die vom Gegner aufgegebene Brücke von Abda in Richtung Győrsziget vorzuführen, während das 6. Jägerbataillon mit der Brigade Sartori folgen sollte. Für das I. und IV. Korps wurde nach dem Einbruch in Győr der Vorort St. Ivány als zu erreichendes Ziel vorgegeben, die Masse des IV. Corps sollte bei Lesváron durchbrechen. Links entlang der Kleinen Donau entwickelte sich die Brigade Reischach, die mit 3 Bataillonen, 2 Jägerkompagnien und 2 Schwadronen gegen 11 Uhr auf der Szigetköz über Dunaszeg und Zámoly auf Ujfalu in die Vorstadt Révfalu durchzubrechen gedachte.

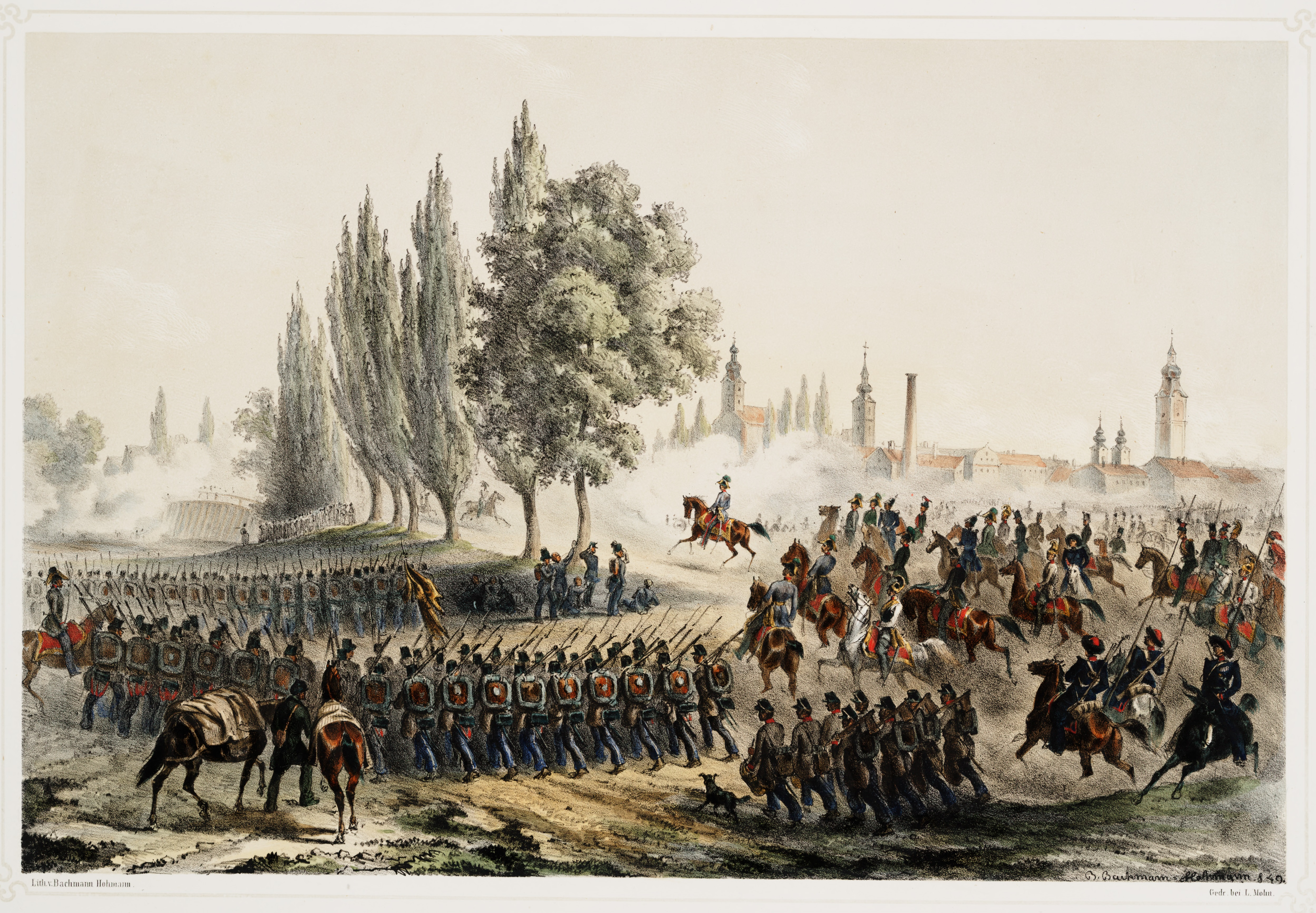
Der junge Kaiser Franz Joseph führt die österreichischen Truppen in der Schlacht von Raab am 28. Juni 1849, Zeichnung von Bachmann-Hohmann, 1850

Die anfangs getrennten Streitkräfte der Kaiserlichen standen um 12 Uhr mittags bereits in engerer Fühlung. Der entscheidende Kampf auf der ganzen Linie begann; trotz ihrer geringen Zahl wollten die Ungarn ihre Stellungen noch für einige Zeit halten. Als die Kolonnen der Brigade Bianchi sichtbar wurden, schossen sich die ungarischen Verteidigungskräfte an der Abda-Brücke sofort auf sie ein. Die Brigade Reischach begann von der Kleinen Donau überzusetzen und unterstützte von Norden her den Angriff auf Raab, mit Stoßrichtung auf den Vorort Révfalha. Die Brigade Bianchi marschierte in Richtung Győrsziget, während die Brigade Sartori und Benedek gegen den Wiener Vorort vorrückten. Der ungarische Oberstleutnant Kossuth beabsichtigte, das kaiserliche IV. Korps mit der auf dem linken Flügel gesammelten Reiterei anzugreifen und aufzuhalten. Schlick übernahm die Führung der Truppen, die den Wiener Vorort angriffen, er ließ 42 Kanonen konzentrieren, die zwei Stunden lang die gegenüberliegenden ungarischen Stellungen effektiv beschossen, wobei 4 Munitionswagen in die Luft flogen.

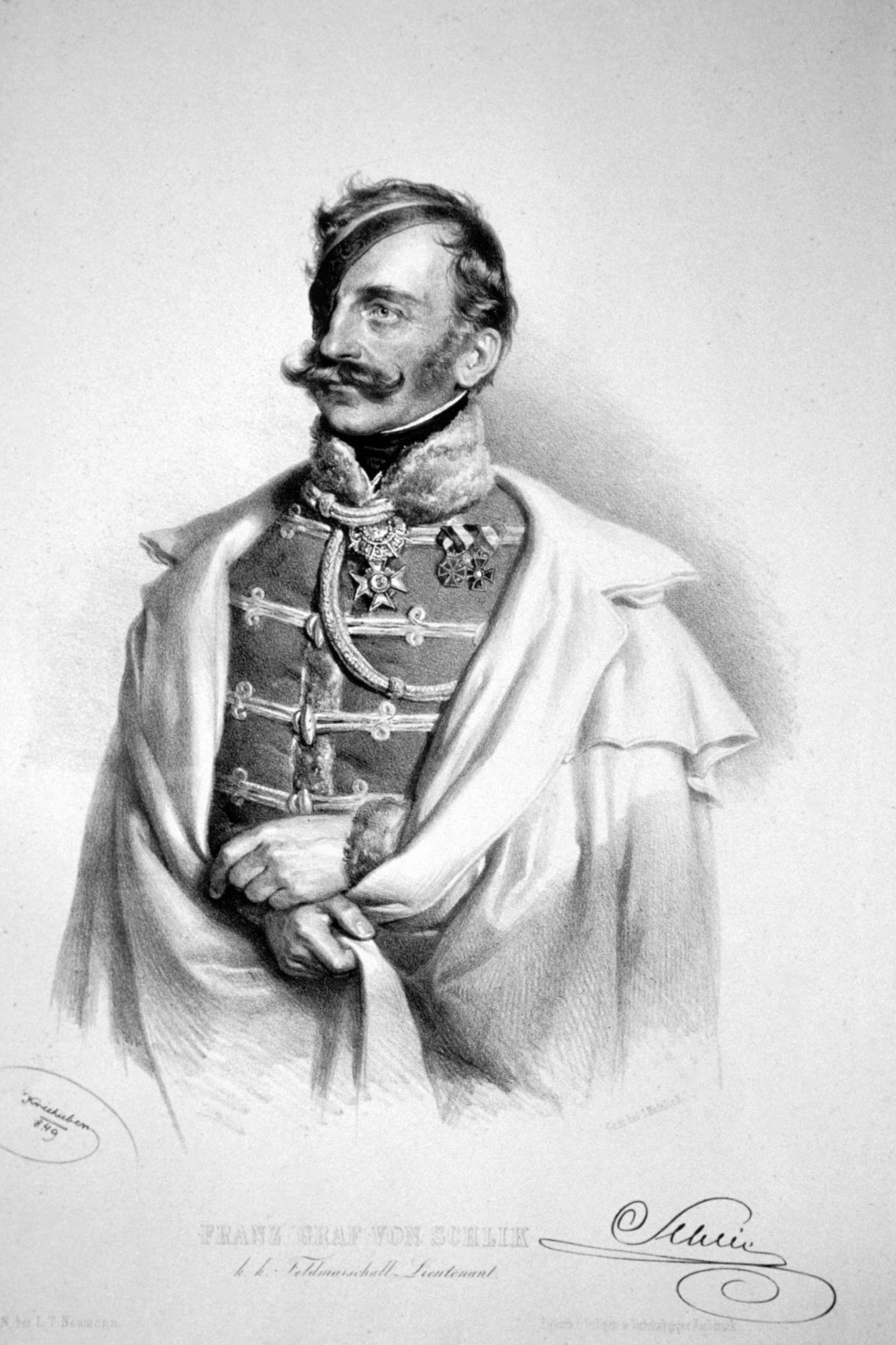
Franz Graf Schlik, Lithographie von Josef Kriehuber, 1849

Am frühen Nachmittag erschien Görgey selbst auf dem Schlachtfeld, um sich einen Überblick über die Situation zu verschaffen und sich mit Pöltenberg für die folgenden Aktionen abzusprechen. In der Region zwischen der Rábca und der Kleinen Donau waren die Truppen von Haynau erfolgreich.
Die Brigade Bianchi, die der Fürst von Liechtenstein persönlich führte, drang durch die Wälder von Fácános bei Pinnyéd in den Vorort Sziget ein, überquerte den Rábca-Fluss und griff im Rücken der ungarischen Truppen an, die den Wiener Vorort verteidigten. Die ungarischen Truppen Liptay hatten die Stellungen zwischen Ménfő und Csanaki geräumt und waren nach Szabadhegy zurückgegangen, die Brigade Oberst Sándor Kossuth führte die Räumung der Stadt durch.
Pöltenberg erhielt gegen 18 Uhr von Görgey den Befehl, sich vollständig nach Ács zurückzuziehen. Görgey selbst versuchte mit einem großen Teil der Kavallerie die gegnerische Brigade Bianchi aufzuhalten, die auf der Straße nach Gönyő vorgedrungen war. Der junge Kaiser Franz Joseph begleitete die Brigade Benedek beim Einbruch in die Wiener Vorstadt, um die Truppenteile durch seine persönliche Präsenz zu motivieren. Die kaiserlichen Streitkräfte umzingelten nach und nach fast alle ungarischen Stellungen um Raab. Während General Pöltenberg den Abzug am rechten Flügel nach Gönyü leitete, deckte Görgey mit seiner Kavallerie den Rückzug am linken Flügel von Szabadhegy nach Hecsepuszta. General Klapka, der inzwischen aus Komorn angekommen war, führte nachmittags die Infanterie des linken Flügel durch Győrszentmárton nach Szentjánospuszta zurück.
Inzwischen marschierte die Brigade Benedek mit dem Kaiser kampflos in Győr ein und übernahm ohne weiteren Widerstand die Macht. Die Division Wallmoden des I. Korps lagerte vor Gönyő. Die Brigade Gerstner verfolgte in Richtung auf Gyarmath, die ungarische Truppen unter Liptay zogen sich nachts über Tenyő zurück. Die als Reserve nicht im Kampf gestandene Kavalleriedivision Bechtold stand nördlich von Szabadhegy und die russische Division zwischen Szabadhegy und Győr. Schneiders Truppen waren in der Nacht nach Eörkény an der Straße Mészáros vorgestoßen und traten wieder dem I. Korps bei. FML Ramberg ließ Raab mit der Brigade Lederer besetzen, FML Liechtenstein ließ die Brigade Bianchi bei Szent-Ivány lagern.

## Folgen
Pöltenbergs Truppen mussten die Stellungen bei Raab räumen und zogen sich in östlicher Richtung zurück, wohin die Kaiserlichen sie verfolgten. Das 7. Korps, das noch am 28. Juni Gönyű erreichte, vereinigte sich mit dem 8. Korps unter General Klapka. Beide Korps verließen am 29. vor Tagesanbruch die Lager bei Gönyű und Szent-Jánospuszta und zogen sich dann nach Ács zurück, wo sie am 30. Juni befestigte Feldlager bezogen.
Die österreichischen Armeeeinheiten erreichten ihre vorgegebenen Marschziele ohne größere Zwischenfälle. Nach der Schlacht von Győr war die Straße zur ungarische Hauptstadt für die kaiserlichen Hauptarmee geöffnet, nur die ungarische Hauptarmee, die sich auf die Festung Komorn stützte, blieb als letztes Hindernis. Am 29. verfolgte das II. Korps über Gönyö nach Ács, die Brigade Lederer nach Czonczo. Am 30. Juni stand das österreichische II. Korps samt der Kavallerie-Division Bechthold vor den Mauern von Komorn.
In der Schlacht, die von 9 Uhr morgens bis zum frühen Abend dauerte, verloren die Österreicher 9 Offiziere, 286 Soldaten und 78 Reiter. Im Einzelnen waren beim I. und IV. Korps 6 Mann tot und 1 Offizier verwundet und 24 Männer verwundet; insgesamt 1 Offizier, 30 Mann und 36 Pferde; beim III. Korps, einschließlich der Brigade Schneider waren 1 Offizier und 74 Mann gefallen sowie 7 Offiziere und 181 Mann verwundet. Insgesamt betrugen die Verluste 8 Offiziere, 255 Mann und 42 Pferde, von denen 6 Offiziere und 221 Mann der Brigade Gerstner angehören, die bei Ihászi im Feuer lag.
Das ungarische 7. Korps hatte an Toten 2 Offiziere und 31 Mann verloren; 2 Offiziere und 75 Mann waren verwundet; 1 Offizier und 372 Mann wurden vermisst. Der Gesamtverlust betrug 5 Offiziere, 478 Mann und 56 Reiter. 2 Kanonen gingen verloren, der Verlust der Kmety-Division wurde nicht bekannt.